# Орієнте (Еквадор)

Орієнте ( ісп. Región amazónica ) — природний регіон Еквадору, один з чотирьох географічних регіонів країни. Орієнте охоплює східні схили Еквадорських Анд і рівнинні райони сельви у західному басейні Амазонки.

## Географія
Провінції, що складають Орієнте —  Орельяна, Морона-Сантьяго, Напо, Пастаса, Сукумбіос і Самора-Чинчипе.
Територія регіону має межі, які на півночі, сході та півдні проходять по державному кордоні Еквадору з Колумбією та Перу, а на заході  — по хребтах Анд.  На півночі Орієнте має межу по річках Сан-Мігель і Путумайо, на заході межа проходить по Еквадорським Андам, на півдні — по річці Чира та Чінчіпе по кордону з Перу. Площа Орієнте становить близько 130 000 км2, практично повністю покрита екваторіальними лісами, населеними незначною кількістю населення країни, що проживає переважно в невеликих селах уздовж річок.  
Більша територія регіону має височинний рельєф. Тільки на південній та західній частині існують форми рельєфу більше середньої висоти 500 м та на сході розташована низинна ділянка. Найвища частина Орієнте поблизу вулкана Сумако (3 990 м), а найнижчі – на сході, на кордоні з Перу. 
Цей регіон є частиною Амазонської низовини, великої алювіальної рівнини. 
Орієнте пов'язана з річками, а точніше з басейном Амазонки. По території регіону протікають ліва притока Амазонки Напо з притокою Курарай, а також притоки Мараньйон  —   Пастаса,  Сантьяго й Тіґре. Найбільший басейн на території Орієнте має притока Амазонки Напо.  
В регіоні розташовано національний парк Ясуні , який простягається на площі 9820 км2 у провінціях Орельяна та Пастаза, між річками Напо та річками Курарай.  Парк був визначений ЮНЕСКО в 1989 році як біосферний заповідник і є частиною території, де проживає народ Ваорані. Також  на території регіону є національний парк Сангай, який розташований в Морона-Сантьяго та андських провінціях Чимборасо і Тунґурауа . 

## Населення
Територія малозаселена. Значну частину населення становлять корінні народи.  Низинні кечуа населяють передгір’я та ліси в західній провінції Напо та північній Пастазі. Народи сіона ( приблизно 250 осіб) та  секойя ( близько 400 осіб) є корінними  етнічними групами, що проживають в Орієнте .
Народ ваорані, численністю  приблизно 4000 осіб, мешкають в провінціях Напо, Орельяна, Пастаса. В провінціях Морона-Сантьяго та Самора-Чинчипе мешкають шуари.
Господарська діяльність пов'язана з лісовим господарством, підсічно-вогневим сільським господарством, екстенсивним тваринництвом та вирощуванням тропічних культур.

## Історія
Регіон на схід Анд був добре відомий інкам, які спускалися вниз, щоб зустрітися з низинними племенами. Орієнте була перша територія на схід від Анд, куди проникли іспанці. Саме європейці винні у тому, що в 16 столітті  більшість жителів регіону стали жертвами віспи та холери.
Відкриття нафти в 1960-х роках привернуло увагу до регіону. Добуток нафти в Орієнте робить Еквадор третім за величиною експортером нафти в Латинській Америці. Але корінне населення, на землях якого добувають нафту, не задоволено своїм становищем.